# Gardenia cuneata
Gardenia cuneata är en måreväxtart som beskrevs av Wilhelm Sulpiz Kurz. Gardenia cuneata ingår i släktet Gardenia och familjen måreväxter. Inga underarter finns listade i Catalogue of Life.